# Soldato

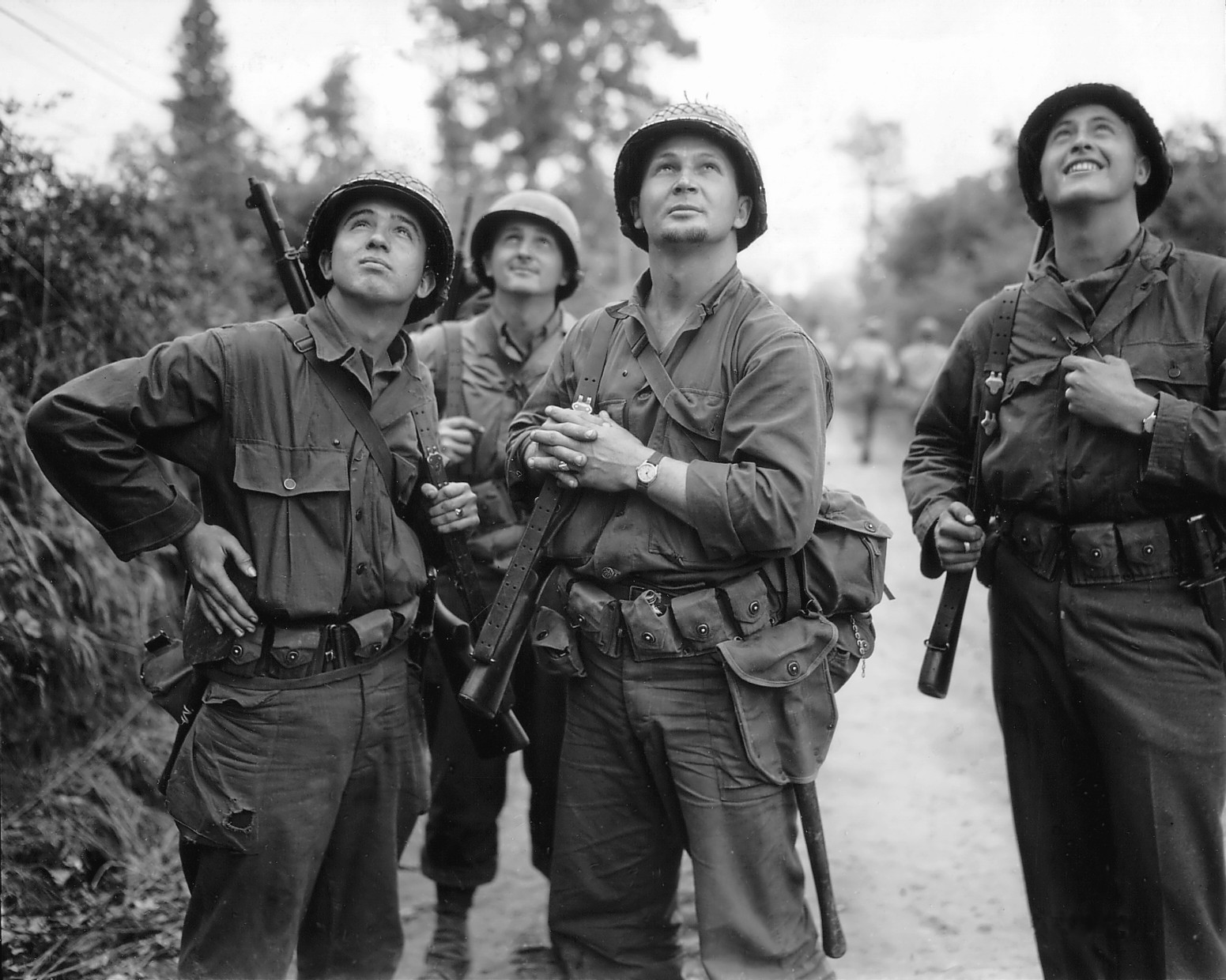
Soldati statunitensi osservano un bombardamento aereo durante la seconda guerra mondiale

Un soldato (dal latino solidus, "pagato con i soldi") chiamato anche recluta se la persona si è arruolata da poco o milite se è parte di una milizia, è un membro delle forze armate di uno Stato che si è arruolato, volontariamente o coattivamente a causa servizio di leva. Di norma il termine "soldato" rappresenta anche il grado militare più basso della gerarchia militare. Un soldato che non opera più nelle forze armate spesso è denominato "veterano", un termine che può anche applicarsi ad un soldato di carriera o con esperienza che è ancora in servizio.

## Storia ed etimologia
Senza una disciplina gerarchica rigorosa imposta loro costantemente, le truppe nella società preindustriale sono state guidate spesso dai codici sociali del guerriero. In tutte le epoche ma specialmente nel Medioevo si diffuse il fenomeno dei soldati di ventura.
Il termine soldato deriva da una parola del francese antico, essa stessa una derivazione di Solidarius, latino per indicare qualcuno che ha operato per denaro. Solidare in Latino significa "pagare" ed i soldati romani erano pagati in Solidi. L'origine comune per le parole soldato e pagamento rimane non solo in francese (soldat e solde) ma anche in altre lingue, come tedesco (soldat e sold), spagnolo (soldado e soldada) e olandese (soldaat e soldij) e inglese (soldier e sold) nel senso più ampio di venduto.

## Caratteristiche e classificazione
All'atto dell'incorporamento in una forza armata il soldato viene definito recluta. Subito dopo è destinatario di un periodo si addestramento e ricevuto le attrezzature (quali un'uniforme e un'arma) per l'esercizio di attività bellica o comunque di tipo militare.
All'interno delle forze armate i gruppi dei soldati sono divisi solitamente inquadrati in una unità militare di un certo tipo, ad esempio:
- La fanteria comprende soldati che si specializzano nel combattimento al suolo, o con l'ausilio di mezzi motorizzati e meccanizzati. Possono essere impiegati in varie armi, come ad esempio quali avieri nell'aeronautica militare; nella marina militare sono inquadrati nella fanteria di marina.

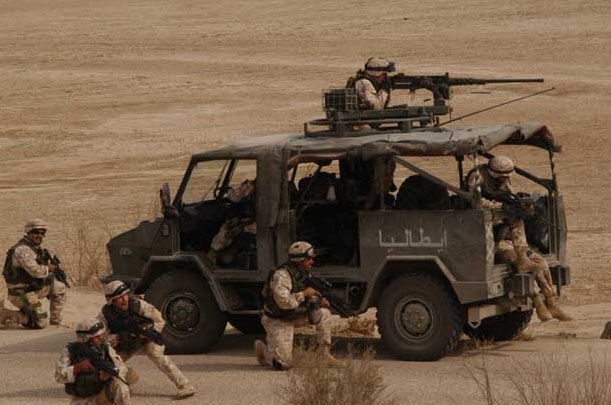
Soldati italiani in azione in Iraq.

- La cavalleria comprende tradizionalmente soldati che combattono a cavallo.
- L'artiglieria utilizza i mortai, gli obici,i lanciamissili e i lanciarazzi.
- L'aviazione militare è invece costituita essenzialmente da soldati che operano su velivoli delle forze armate. Sono definiti in tal modo poiché combattono principalmente come componente della battaglia terrestre e quindi appartengono agli elementi della forza terrestre (non aerea).
- Il genio militare, è costituito da militari esperti di costruzioni di infrastrutture, demolizioni e rimozione di mine terrestri.

## Inquadramento
Un soldato non è necessariamente un combattente. Anche se tutti i soldati ricevono l'addestramento di base al combattimento, molti soldati lavorano nelle retrovie in posizioni di non-combattimento (quali nell'amministrazione di un ufficio, mansioni clericali, logistica, o posizioni di ricerca e sviluppo). Tuttavia, tutti i soldati che non hanno compiti spirituali o medici, che non sono feriti o arresi, sono combattenti ed obiettivi legittimi per l'azione nemica.
In un esercito, il grado militare più frequente posseduto dai soldati è il più basso - In alcuni paesi del mondo soldato si riferisce specificamente ai membri dell'esercito che non possiedono il grado militare di ufficiale.

## Nel mondo

### Italia
Il soldato è il grado più basso dell'Esercito Italiano    immediatamente inferiore al caporale. Esiste una sola tipologia di soldato inquadrata nello status giuridico di soldato VFP1 (volontario ferma prefissata ad un anno). Il grado di soldato è un equivalente NATO di OR-1.
Il grado equivalente per la Marina Militare è quello di comune di seconda classe, per l'Aeronautica Militare quello di aviere.

Controspallina di soldato dell'Esercito Italiano
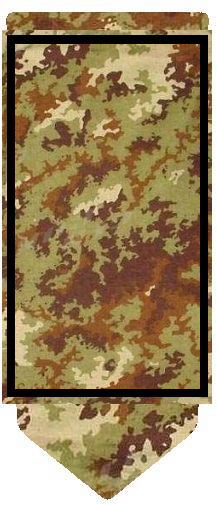
Grado vegetato per uniforme da combattimento di soldato dell'Esercito Italiano

### Svizzera
it: Soldato, fr: Soldat, de: Soldat
Nell'esercito svizzero, il soldato (abbreviato sdt), è il grado militare più basso. Le reclute, una volta terminate le prime 13 settimane di scuola reclute, diventano soldati. In dipendenza del ruolo che hanno all'interno dell'esercito, i soldati vengono chiamati in differenti maniere (per esempio):
- soldato cannoniere d'artiglieria: cannoniere Cognome;
- soldato meteo d'artiglieria: soldato meteo Cognome;
- soldato trasmissioni: soldato trasmissioni Cognome.[senza fonte]

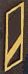
Distintivo vecchio
Distintivo attuale

### Stati Uniti d'America e Regno Unito
Nell'esercito britannico e nell'esercito degli Stati Uniti, il soldato semplice o equivalente è detto private.

## Il grado di soldato nel mondo
Di seguito è riportata una lista dell'equivalente del grado per le principali forze armate mondiali:
 AlbaniaUshtar
 Arabia SauditaJundī, جندي
 ArgentinaVoluntario
 AustraliaPrivate
 AustriaSoldat
 BelgioSoldat
 BrasileSoldado
 Bulgariaвойник
 CanadaPrivate
 CileSoldado
 CinaLie bing, 列兵
 ColombiaSoldado profesional
 Corea del NordChŏnsa, 전사
 Corea del SudGun-in, 군인
 CroaziaVojnik
 Cuba?
 DanimarcaKonstabel
 EgittoJundī, جندي
 EstoniaSõdur
 FinlandiaSotamies
 FranciaSoldat
 GermaniaSoldat
 GiapponeTōhei, 等兵
 GreciaΣτρατιώτης
 IndiaSepoy
 IranSarbaz Yekom
 IraqJundī, جندي
 IrlandaPrivate
 IsraeleTurái, טוראי
 LettoniaMiles
 LituaniaKarys
 MessicoSoldado
 NorvegiaMenig
 Nuova Zelanda?
 Paesi Bassi?
 Pakistan?
 Perù?
 PoloniaSzeregowy
 Portogallo?
 Regno UnitoPrivate
 RomaniaSoldat (grado militare) Soldat
 RussiaRjadovoj, рядовой
 SpagnaSoldado
 Siria?
 Slovenia?
 SveziaMenig
 Stati UnitiPrivate
 SudafricaRegular
 Taiwan?
 Turchia?
 Uruguay?
 Venezuela?